# 1279 Uganda
1279 Uganda este un asteroid din centura principală, descoperit pe 15 iunie 1933, de Cyril Jackson.